# Miletus architas
Miletus architas är en fjärilsart som beskrevs av Osbert Salvin. Miletus architas ingår i släktet Miletus och familjen juvelvingar. Inga underarter finns listade i Catalogue of Life.